# Gran Premio de Mónaco de 2008
El Gran Premio de Mónaco de 2008 (oficialmente LXVI Grand Prix de Mónaco) fue una carrera de Fórmula 1 que se disputó el 25 de mayo, en el Circuito de Mónaco. Fue la sexta prueba puntuable de la temporada 2008 de Fórmula 1 y tuvo una duración de setenta y seis vueltas.
La carrera fue ganada por Lewis Hamilton, que competía para el equipo McLaren. El piloto de la escudería BMW Sauber, Robert Kubica, terminó en segundo lugar, y el brasileño Felipe Massa, que partía desde lapole position fue el tercero a bordo de un Ferrari F2008.
Al comienzo de la carrera el tiempo estaba húmedo. Massa mantuvo su ventaja en la primera curva, pero su compañero de equipo Kimi Räikkönen perdió el segundo lugar ante Hamilton, que había comenzado en la tercera posición en la parrilla. Hamilton sufrió un pinchazo en la vuelta seis, que lo obligó a hacer una parada en boxes por la cual volvió volviendo a entrar a la carrera en el quinto lugar. A medida que la pista se secaba Hamilton fue escalando posiciones y finalmente se convirtió en el líder de la carrera, posición que mantuvo hasta el final de la misma. La estrategia de Kubica le permitió sobrepasar a Massa en el segundo lugar mientras este paraba en boxes para cambiar sus neumáticos para pista húmeda a neumáticos de pista seca. Finalizando la carrera Raikkonen cayó desde la quinta posición a la novena después de chocar con Adrian Sutil de Force India. Sutil había comenzado en el puesto 18 de la parrilla y había llegado a la cuarta posición antes del incidente, el cual le permitió al piloto de Red Bull Mark Webber terminar cuarto; por delante del piloto de Toro Rosso Sebastian Vettel, que acabó en la quinta posición.
La carrera fue la segunda victoria de Hamilton en la temporada y la primera de este en Mónaco. El resultado le permitió escalar una posición y quedar como líder del Campeonato de pilotos, aventajando a sus perseguidores Räikkönen, exlíder, y Massa en 3 y 4 puntos respectivamente.
Por el lado de las escuderías, Ferrari mantuvo el liderato en el Campeonato de constructores con 16 puntos de ventaja sobre McLaren y 17 sobre BMW Sauber.

## Novedades técnicas
- El equipo McLaren introdujo unos aletines laterales cortados, diseñados para minimizar las turbulencias generadas por los grandes alerones usados en Mónaco y maximizar el agarre.[1]
- Williams se sumó a la tendencia de la aleta de tiburón en el capó. Su diseño tiene dos puntas y en la superior se ha equipado un deflector cuya intención es evitar que se doble. Este aditamento mejora enormemente la fuerza descendente del alerón trasero.[2]
- Ferrari ha mejorado su agujero frontal, utilizado exclusivamente en circuitos de gran carga aerodinámica. Se han añadido dos aletines en la base del agujero para desviar las turbulencias creadas por los pilares frontales y mejorar la eficiencia del agujero.[3]
- Honda añadió detalles aerodinámicos en la zona delantera. Se acoplaron unos aletines trapezoidales en la parte interior de los laterales del alerón frontal. También se pusieron unas placas laterales a las orejas de elefante adoptadas en España. Así se mejora en rendimiento y la manejabilidad del frontal del vehículo, crucial en el Circuito de Mónaco.[4]
- Red Bull equipó a su RB4 con un alerón frontal modificado para la ocasión. El perfil superior presenta una parte central aplanada y alargada con respecto a la versión estándar y unos laterales ensanchados con rendijas. Esto mejora la eficiencia del alerón delantero.[5]

## Reporte

### Antes de la carrera
El Gran Premio fue disputado por 20 pilotos, divididos en diez equipos de dos personas. Los equipos, también conocidos como "constructores", fueron Ferrari, McLaren, Renault, Honda, Force India, BMW Sauber, Toyota, Red Bull, Williams y Toro Rosso.
Como proveedor oficial de neumáticos de la temporada 2008, Bridgestone proveeyó a cada escudería de cuatro tipos diferentes de neumáticos para la carrera: dos tipos de neumático para pista seca, más suaves y marcados por una sola raya blanca en una de las ranuras, y dos tipos para pista mojada, los de lluvia extrema también se caracterizaban por tener solo una franja blanca.
Antes de la carrera, el piloto de Ferrari Kimi Räikkönen lideraba el campeonato de pilotos con 35 puntos, y su compañero de equipo Felipe Massa, era el segundo con 28 puntos. El piloto de McLaren Lewis Hamilton se posicionaba tercero, también con 28 puntos, pero con una victoria menos que Massa; el piloto de BMW Robert Kubica estaba en la cuarta ubicación con 24 puntos, por delante de su compañero de equipo Nick Heidfeld que tenía 20 puntos.
En el Campeonato de Constructores, Ferrari era el líder con 63 puntos, 19 puntos por delante de BMW Sauber, y con 21 puntos de ventaja sobre McLaren. Sólo los equipos Force India y Super Aguri, que decidió abandonar la Fórmula 1 luego del GP de España, no habían logrado ganar algún punto en el campeonato.

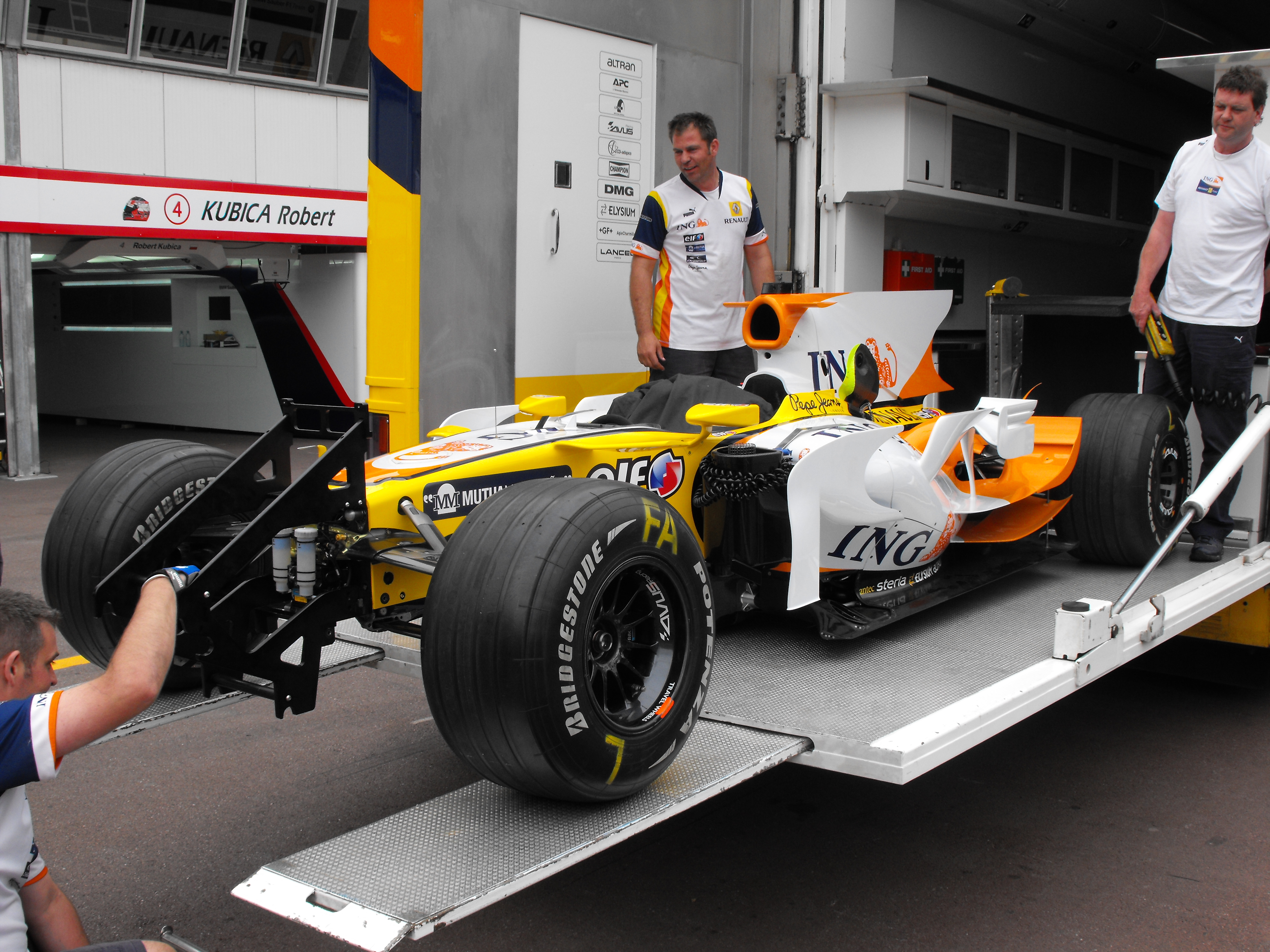
Monoplaza del equipo Renault antes de la carrera.

Al inicio de la temporada Hamilton había salido victorioso en la primera carrera que se había disputado en Australia. Pero luego de esto, Ferrari tuvo una seguidilla abrumadora al ganar cada una de las siguientes cuatro carreras, obteniendo así una clara ventaja en el Campeonato de Constructores. El dominio de Ferrari se había destacado por terminar dos de las últimas cuatro carreras con sus pilotos ocupando las primeras dos posiciones, logrando lo que se en el mundo del automovilismo de denomina, un "uno-dos". El primer uno-dos fue logrado por Massa que terminó delante de Raikkonen en Baréin y el segundo fue de Raikkonen sobre Massa en la siguiente carrera que se disputó en España. Una muy buena estrategia había permitido a Hamilton colarse en medio de los pilotos de Ferrari en el podio en Turquía, viniendo en segundo lugar, por detrás de Massa y por delante de Raikkonen. Ferrari no había ganado en Mónaco desde 2001, y no había podido igualar el ritmo de McLaren en 2007. Después de las pruebas en el circuito Paul Ricard a mediados de mayo, Raikkonen dijo que su equipo había desarrollado un coche fuerte para ese circuito estrecho y de baja velocidad como lo era Mónaco, pero todavía se esperaba un reto de parte de McLaren y BMW Sauber. Hamilton dijo que McLaren podría ser competitivo en Mónaco, pero Kubica restó importancia a las posibilidades de su equipo, diciendo: "Creo que obtener la victoria será muy difícil".
El principal monoplaza de Toro Rosso para 2008, el Toro Rosso STR3, se introdujo también ese fin de semana. El equipo había utilizado una versión modificada de su Automóvil 2007, el STR2, para las cinco primeras carreras. Al principio, la idea era introducirlo en la carrera anterior, en Turquía, pero un accidente en las pruebas causó que retrasara el debut. Debido a que el str3 utilizaba una transmisión diferente a la utilizada en el STR2, el piloto de Toro Rosso Sebastian Vettel fue penalizado con una sanción de cinco lugares en la parrilla por un cambio no programado de la caja de cambios. Su compañero de equipo Sébastien Bourdais se escapó de una pena similar, ya que no había podido terminar la carrera en Turquía, lo que le permitió tener total libertad para hacer un cambio en la caja de cambios.

### Entrenamientos
Fernando Alonso fue llamado por los comisarios de carrera para dar explicaciones por circular sin alerón trasero. El asturiano comentó que lo hizo circulando despacio, intentando no molestar ni poner en peligro al resto de pilotos ni a él mismo; ya que en Mónaco no existe escapatoria alguna, ni tan siquiera un trozo donde dejar aparcado el coche. El incidente en cuestión sucedió en los entrenamientos libres del jueves, cuando antes de la primera curva, Santa Devota, frenó más tarde de lo adecuado, ejecutando un derrape que le llevó a golpear las protecciones y a perder el alerón trasero.

## Clasificación
La sesión de clasificación del sábado estuvo dividida en las tres partes que mandaban las normas. En los primeros 20 minutos se eliminaron los cinco últimos coches. El segundo periodo, de 15 minutos, se eliminaron los cinco siguientes. Sólo los diez restantes participan en la última sesión de clasificación, para determinar su posición en parrilla para la carrera. Los que no alcanzaron la última sesión pudieron cargar tanta gasolina para la carrera como quisieran, a diferencia de los diez primeros; estos tendrían que empezar con la misma carga con la que participaron en esta última sesión de clasificación.
Massa consiguió su tercera pole position de la temporada con un tiempo de 1:15,787, y fue acompañado en la primera línea de salida por su compañero de equipo, Räikkönen. Hamilton ocupó la tercera plaza, con un tiempo sólo 0,052 segundos más lento que el de Massa. Kovalainen superó a Kubica quitándole la cuarta posición, habiendo tenido problemas el segundo para calentar sus neumáticos en la última tanda de clasificación. Rosberg adoptó una actitud agresiva que le llevó hasta la sexta posición; el piloto de Renault Fernando Alonso, Trulli y el australiano Mark Webber ocuparon las siguientes tres plazas. El compañero de Webber, David Coulthard acabó la segunda sesión de clasificación en las barreras a la salida del túnel, ya que su coche trompeó en la cima de la cuesta durante una fuerte frenada. Aunque Coulthard no recibió ningún daño, la posición de su coche y las consiguientes banderas amarillas de precaución que lo rodeaban prohibieron a muchos pilotos un último intento para mejorar sus tiempos. El conductor de Honda Jenson Button, que se quedó 12.º por detrás de Timo Glock, de Toyota, culpó a este suceso por su pobre actuación, alegando que preparó su coche específicamente para la última tanda. Heidfeld sufrió problemas similares a los de su compañero en los neumáticos y se quedó en la 13.ª posición; el piloto japonés de Williams Kazuki Nakajima y el brasileño de Honda Rubens Barrichello se levaron los dos siguientes puestos, por delante de Bourdais en el nuevo STR3. El de Renault Nelsinho Piquet ocupó la 17.ª plaza y Vettel sólo pudo conseguir la 18.ª antes de que una penalización por la sustitución de su caja de cambios le retrasara hasta la 19.ª. Los Force India de Sutil y Giancarlo Fisichella fueron los más lentos; a lo que hay que sumar que Fisichella también fue penalizado por la misma reparación que la necesaria para el coche de Vettel.
A pesar de lo que anunciaban algunas predicciones, no llovió; la clasificación se disputó con la pista húmeda por las lloviznas anteriores, que retiraron de la pista la goma depositada. Las probabilidades de lluvia ascendían al 20 %. La temperatura en pista descendió de 29 a 23 °C y el ambiente se mantenía a 20 °C. El viento era variable de hasta 6 km/h del este. La humedad alcanzaba el 77 % y la presión atmosférica a 1013,4 mBar.

### Resultados

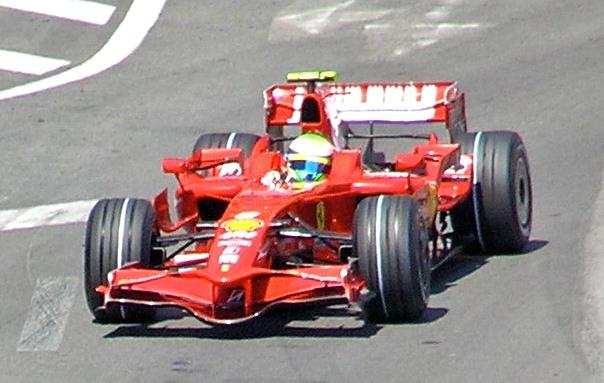
Felipe Massa consiguió la pole

| Pos | Nª | Nombre               | Constructor         | Parte 1  | Parte 2  | Parte 3    |
| --- | -- | -------------------- | ------------------- | -------- | -------- | ---------- |
| 1   | 2  | Felipe Massa         | Ferrari             | 1:15.190 | 1:15.110 | 1:15.787   |
| 2   | 1  | Kimi Räikkönen       | Ferrari             | 1:15.717 | 1:15.404 | 1:15.815   |
| 3   | 22 | Lewis Hamilton       | McLaren-Mercedes    | 1:15.582 | 1:15.322 | 1:15.839   |
| 4   | 23 | Heikki Kovalainen    | McLaren-Mercedes    | 1:15.295 | 1:15.389 | 1:16.165   |
| 5   | 4  | Robert Kubica        | BMW Sauber          | 1:15.977 | 1:15.483 | 1:16.171   |
| 6   | 7  | Nico Rosberg         | Williams-Toyota     | 1:15.935 | 1:15.287 | 1:16.548   |
| 7   | 5  | Fernando Alonso      | Renault             | 1:16.646 | 1:15.827 | 1:16.852   |
| 8   | 11 | Jarno Trulli         | Toyota              | 1:16.306 | 1:15.598 | 1:17.203   |
| 9   | 10 | Mark Webber          | Red Bull-Renault    | 1:16.074 | 1:15.745 | 1:17.343   |
| 10  | 9  | David Coulthard      | Red Bull-Renault    | 1:16.086 | 1:15.839 | Sin tiempo |
| 11  | 12 | Timo Glock           | Toyota              | 1:16.285 | 1:15.907 |            |
| 12  | 16 | Jenson Button        | Honda               | 1:16.259 | 1:16.101 |            |
| 13  | 3  | Nick Heidfeld        | BMW Sauber          | 1:16.650 | 1:16.455 |            |
| 14  | 8  | Kazuki Nakajima      | Williams-Toyota     | 1:16.756 | 1:16.479 |            |
| 15  | 17 | Rubens Barrichello   | Honda               | 1:16.208 | 1:16.537 |            |
| 16  | 14 | Sébastien Bourdais   | Toro Rosso-Ferrari  | 1:16.806 |          |            |
| 17  | 6  | Nelsinho Piquet      | Renault             | 1:16.933 |          |            |
| 18  | 20 | Adrian Sutil         | Force India-Ferrari | 1:17.225 |          |            |
| 19  | 21 | Sebastian Vettel     | Toro Rosso-Ferrari  | 1:16.955 |          |            |
| 20  | 15 | Giancarlo Fisichella | Force India-Ferrari | 1:17.823 |          |            |

- Fuente: F1.com[12]

## Carrera

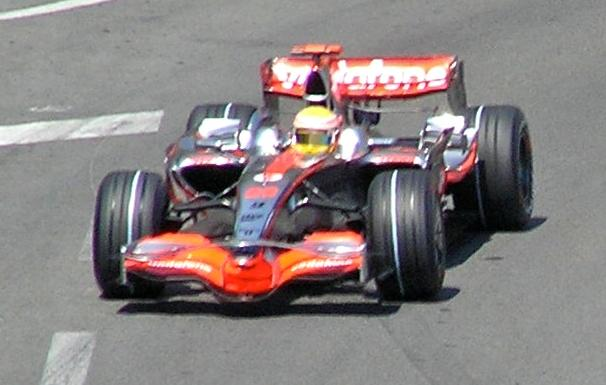
Lewis Hamilton tuvo suerte al ganar la carrera con un neumático pinchado.

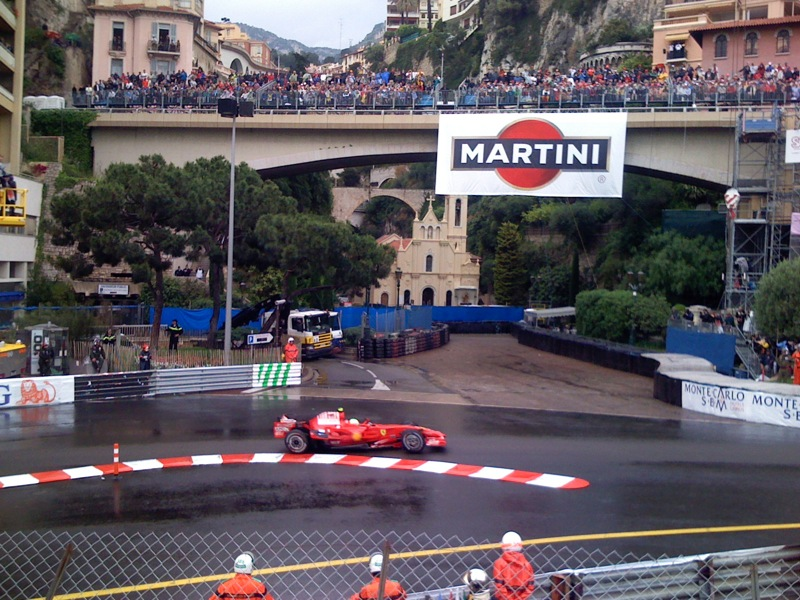
Felipe Massa sobre la pista mojada de Mónaco. Saliendo de lapole position acabó en tercer lugar.

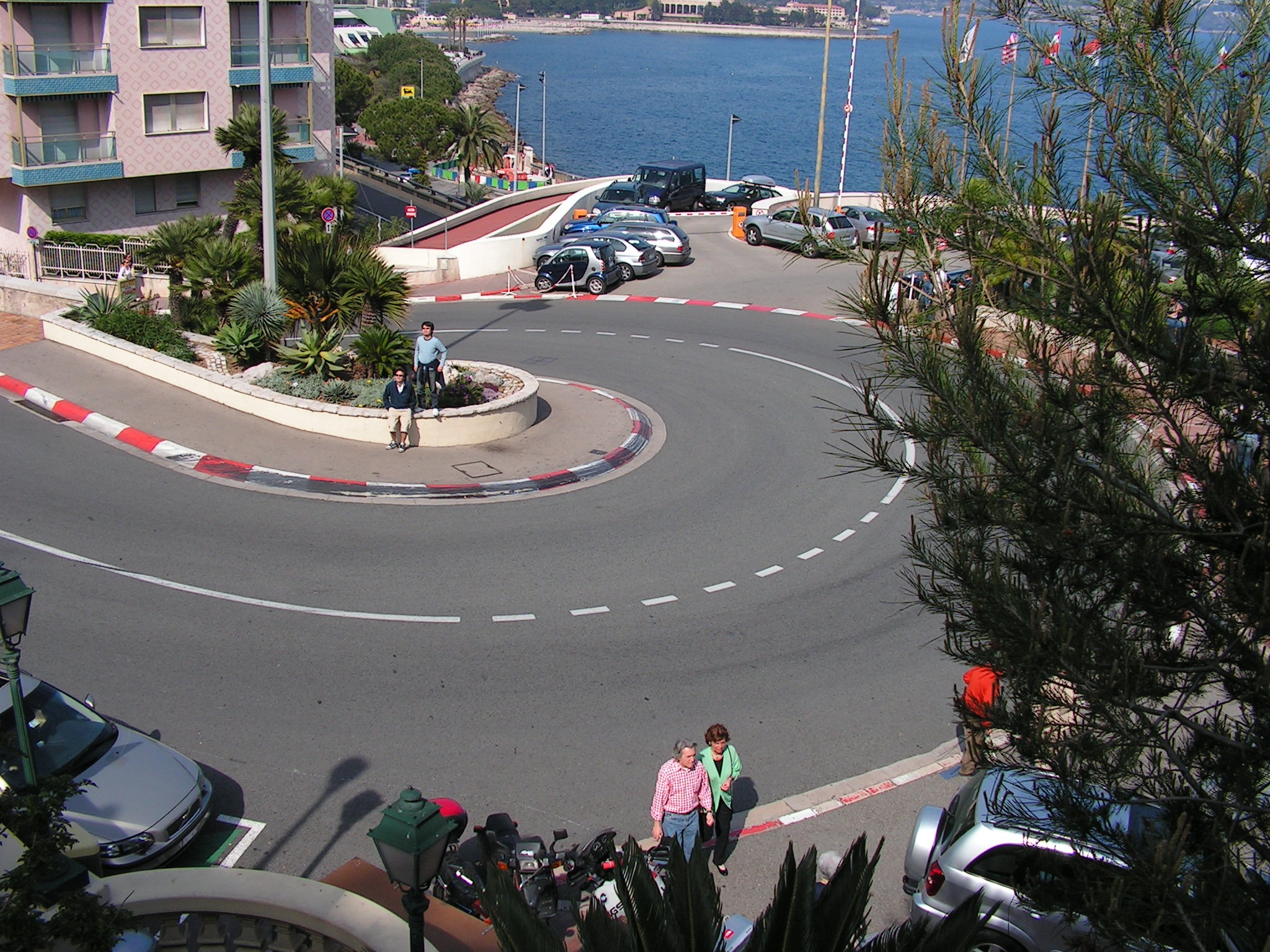
Horquilla del Gran Hotel, donde Fernando Alonso golpeó a Nick Heidfeld en la vuelta 13 al intentar adelantarle.

El domingo por la mañana, día de la carrera, David Coulthard se devino en el tercer piloto en recibir una sanción debido al cambio de la caja de cambios, tras verse obligado a cambiar su transmisión, dañada tras el accidente de la clasificación. Esta penalización le retrasó desde la décima hasta la 15.ª posición de la parrilla. A diferencia de la sesión de clasificación, completamente seca; las intermitentes lluvias matutinas empaparon la pista horas antes de la carrera, provocando que la pista se volviera deslizante y potencialmente peligrosa. A pesar de que dichas lluvias cesaron poco después del mediodía, volvieron a empezar veinte minutos antes del comienzo de la carrera; y la imprevisibilidad del tiempo meteorológico forzó a los equipos a retrasar al máximo su elección de neumáticos para empezar la carrera. Al llegar la advertencia de los tres minutos para la salida, la mayoría de pilotos habían ya escogido la opción del neumático de lluvia intermedia; siendo Nelsinho Piquet la única excepción, que se decantó por las cubiertas de lluvia extrema. El motor de Heikki Kovalainen se caló llegado el momento de la vuelta de reconocimiento; es por eso que su coche fue empujado hasta la línea de boxes por sus mecánicos, donde fue arrancado de nuevo y se cambió el volante para solucionar el problema.
Massa mantuvo el liderato del grupo en la primera curva, siempre conflictiva en este circuito, mientras que Hamilton hizo uso de la salida del pit lane para adelantar a Räikkönen por el interior. La ausencia en la cuarta posición de Kovalainen fue eliminada al llegar Kubica, subiendo Alonso a la quinta posición, adelantando a Rosberg. El alemán entró a la los garajes en la primera vuelta, para cambiar su alerón delantero, dañado por el contacto con Alonso en la horquilla, permitiendo que Trulli ascendiera a la sexta posición. Se mantuvieron estas posiciones durante varias vueltas, pero la distancia entre monoplazas se fue incrementando paulatinamente, debido principalmente a que el agua pulverizada por los neumáticos hacía complicada la conducción cuerpo a cuerpo. Estas condiciones demostraron ser cruciales cuando Hamilton hizo contacto con las barreras de protección del exterior de la curva Tabac en la sexta vuelta, haciendo necesario su retorno a boxes para equipar su McLaren MP4/23 con un nuevo juego de neumáticos. En este momento, los mecánicos de su escudería repostaron el vehículo con mucho combustible para realizar una segunda tanda de vueltas bastante larga. Aun así, las distancias entre coches provocadas por el agua en pista hizo que Hamilton volviera a la competición perdiendo sólo 3 posiciones. Alonso sufrió un accidente similar al de su rival británico dos vueltas más tarde en Massenet, y volvió a pista en séptima posición tras montar neumáticos de lluvia extrema.
El liderato de Massa – 12 segundos por delante del segundo en pista, Räikkönen, en la sexta vuelta – se quedó en nada cuando el safety car salió a pista en la vuelta 8. Coulthard y Bourdais se golpearon contra las barreras de seguridad en Massenet en un intervalo de pocos segundos, y provocaron que los comisarios tuvieran que separar ambos bólidos y sacarlos por los aires de la pista. Al retirarse el coche de seguridad después de tres vueltas rodando por el asfalto monegasco,  Massa consolidó su liderazgo frente a su compañero de equipo. Räikkönen, de todas formas, se vio forzado por Charlie Whiting a realizar un drive-through, ya que antes de comenzar la carrera no había montado sus neumáticos antes del tiempo límite; de esta manera, fue retrasado hasta la cuarta posición. Kubica, ahora segundo, tomó el liderato cuando Massa se deslizó por la escapatoria de la curva de Santa Devota, pero dado que su F2008 salió ileso del indicente, volvió a pista en segundo puesto. La pareja volvió a intercambiar posiciones tras sus respectivas paradas en boxes – Kubica en la vuelta 26 y Massa en la 33 – pero Hamilton, con más gasolina que sus rivales, alcanzó el primer puesto.

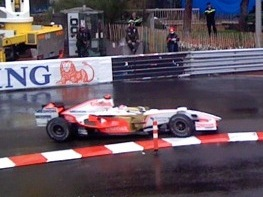
Adrian Sutil al empezar la carrera.

Hamilton se vio ayudado por la línea seca que apareció en pista para separarse de Massa, desde los 13 hasta los 37 segundos, para cuando volvió a parar en boxes, en la vuelta 54. Tuvo suerte al escoger el momento de cambiar de neumáticos de lluvia por los de pista seca; su estrategia acabaría siendo la más acertada, emergió 13 segundos por delante de su rival brasileño. La parada dos vueltas más tarde del piloto de Ferrari hizo que cayera hasta la tercera posición. La ventaja de Hamilton sobre el resto de pilotos se redujo cuando el Mercedes-Benz SL63 AMG salió de nuevo a pista en la vuelta 62 después de que Rosberg chocara en Piscine, golpeando ambos lados de la pista y esparciendo restos de su coche. Rosberg salió ileso.
De los 20 coches que empezaron la carrera, Sutil era el que más posiciones había ganado cuando salió este segundo coche de seguridad. El Force India empezó la carrera desde la 18.ª posición, subió una posición debido al coche de Kovalainen, adelantó a Piquet en la segunda vuelta y a Bourdais en la siguiente. Sutil se benefició de que Button, Rosberg, Glock y Trulli pararon para reparar sus monturas en las primeras vueltas, ocupando así la 11.ª plaza en la vuelta 14. Alonso, con neumáticos de lluvia extrema detrás de Heidfeld, intentó adelantar al BMW en la horquilla, pero lo único que consiguió fue dañar su morro y formar una cola estacionaria tras él. También se benefició al adelantar un total de tres coches en situación de bandera amarilla, algo fuera de las normas de competición, y hubiera recibido una penalización de haber acabado la carrera. Sutil se aprovechó de la situación y adelantó 4 coches para ocupar la séptima posición de carrera, detrás de Heidfeld y Webber. Al hacer una primera tanda bastante larga (Hasta la vuelta 53), alcanzó la cuarta posición mientras paraban los coches que le precedían. Vettel ganó 12 posiciones desde la salida, luchando con Barrichello y Nakajima anteriormente, antes de subir varias posiciones en su primera tanda de vueltas, también debido a las paradas de los rivales; y cambiando a neumáticos de seco en su parada de la vuelta 52. Webber mejoró tres posiciones desde la parrilla para ocupar el sexto puesto, por delante de Vettel, Barrichello y Nakajima.
El coche de seguridad fue retirado en la vuelta 68. Más tarde en la misma vuelta, Räikkönen perdió el control de su coche en la frenada del túnel; y para cuando lo recuperó, su velocidad era demasiado alta como para evitar una colisión con el coche de Sutil. El Ferrari dañó su ala delantera y paró para cambiarla; pero la suspensión trasera de Sutil estaba demasiado estropeada como para continuar, por lo que se retiró. Webber se benefició del accidente y escaló hasta la cuarta plaza, bajando Räikkönen hasta la novena posición.

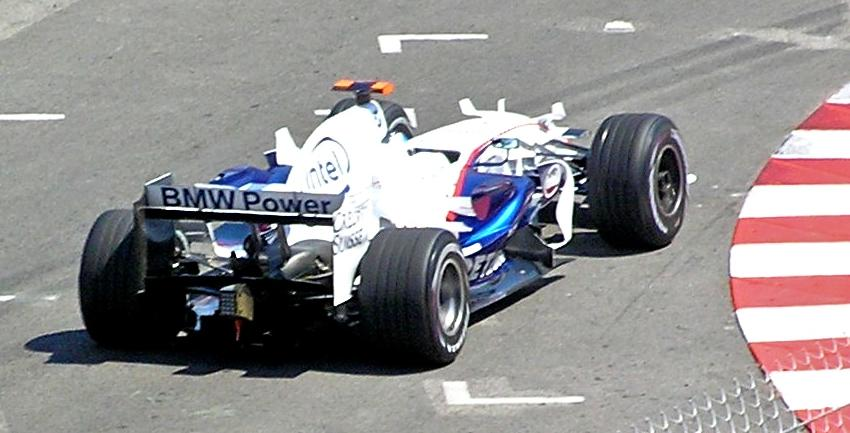
Nick Heidfeld acabó la carrera 4 vueltas por detrás del ganador.

Dado el reducido ritmo de las primeras vueltas, la carrera acabó al cumplirse las dos horas de su comienzo, a las 76 vueltas; en lugar de las 78 que estaban previstas. Hamilton, a pesar de sufrir un pequeño pinchazo en la última vuelta, cruzó la bandera a cuadros consiguiendo su primera victoria en el circuito del Principado de Mónaco. Kubica le siguió con la segunda posición y Massa con la tercera. Webber fue cuarto. Vettel condujo su STR3 a sus primeros puntos, en su primera carrera, llegando quinto, por delante de Barrichello y Nakajima. Kovalainen se recuperó de su incidente en la salida y acabó octavo, un puesto por delante de Räikkönen, quién consiguió la vuelta rápida en la vuelta 74, con un tiempo de 1:16.689. Estuvo seguido de Alonso, Button, Glock y Trulli. Heidfeld fue el último de los clasificados, en 14.ª posición, cuatro vueltas por detrás de Hamilton. Fisichella se retiró con un fallo en su caja de cambios tras 36 vueltas; Piquet – dos vueltas más tarde de montar los neumáticos de seco en la vuelta 46 – terminó su carrera en las barreras de Santa Devota. Sutil, Rosberg, Coulthard y Bourdais fueron los otros cuatro retirados.
La temperatura en el asfalto oscilaba entre 20 y 24°C y en el aire se mantenía a 21 °C. Llovió durante gran parte de la carrera, habiendo una corta pausa al principio y cesó un poco antes de terminar la carrera. La brisa era del noreste de 3 km/h, y la humedad alcanzó el 86%. La presión atmosférica era muy cambiante.

#### Resultados
| Pos | No | Nombre               | Constructor         | Vueltas | Tiempo/Retiro      | Parrilla | Paradas | Puntos |
| --- | -- | -------------------- | ------------------- | ------- | ------------------ | -------- | ------- | ------ |
| 1   | 22 | Lewis Hamilton       | McLaren-Mercedes    | 76      | 2:00:42.742        | 3        | 2       | 10     |
| 2   | 4  | Robert Kubica        | BMW Sauber          | 76      | +3.064             | 5        | 2       | 8      |
| 3   | 2  | Felipe Massa         | Ferrari             | 76      | +4.811             | 1        | 2       | 6      |
| 4   | 10 | Mark Webber          | Red Bull-Renault    | 76      | +19.295            | 9        | 1       | 5      |
| 5   | 15 | Sebastian Vettel     | Toro Rosso-Ferrari  | 76      | +24.657            | 19       | 1       | 4      |
| 6   | 17 | Rubens Barrichello   | Honda               | 76      | +28.408            | 14       | 1       | 3      |
| 7   | 8  | Kazuki Nakajima      | Williams-Toyota     | 76      | +30.180            | 13       | 1       | 2      |
| 8   | 23 | Heikki Kovalainen    | McLaren-Mercedes    | 76      | +33.191            | 4        | 2       | 1      |
| 9   | 1  | Kimi Räikkönen       | Ferrari             | 76      | +33.792            | 2        | 4       |        |
| 10  | 5  | Fernando Alonso      | Renault             | 75      | +1 Vuelta          | 7        | 3       |        |
| 11  | 16 | Jenson Button        | Honda               | 75      | +1 Vuelta          | 11       | 3       |        |
| 12  | 12 | Timo Glock           | Toyota              | 75      | +1 Vuelta          | 10       | 3       |        |
| 13  | 11 | Jarno Trulli         | Toyota              | 75      | +1 Vuelta          | 8        | 3       |        |
| 14  | 3  | Nick Heidfeld        | BMW Sauber          | 72      | +4 Vueltas         | 12       | 3       |        |
| Ret | 20 | Adrian Sutil         | Force India-Ferrari | 68      | Daños por colisión | 18       | 2       |        |
| Ret | 7  | Nico Rosberg         | Williams-Toyota     | 61      | Accidente          | 6        | 4       |        |
| Ret | 6  | Nelsinho Piquet      | Renault             | 47      | Accidente          | 17       | 1       |        |
| Ret | 21 | Giancarlo Fisichella | Force India-Ferrari | 37      | Caja de cambios    | 20       | 1       |        |
| Ret | 9  | David Coulthard      | Red Bull-Renault    | 7       | Accidente/Colisión | 15       | 0       |        |
| Ret | 14 | Sébastien Bourdais   | Toro Rosso-Ferrari  | 7       | Colisión           | 16       | 0       |        |

- Fuente:F1.com[26]

## Después de la carrera
Kimi Räikkönen se apresuró a disculparse a Adrian Sutil por provocar su abandono a pocas vueltas del final cuando circulaban cuarto y quinto:

"Básicalmente pienso que mis frenos estaban un poco fríos y bloqueé los traseros, casi perdí el control del coche pero desafortunadamente le golpeé - y es triste para ellos porque no es muy frecuente que acaban en posiciones de puntos. Así que, lo siento por él - pero no pude hacer nada. Intenté frenar pero no había espacio dónde meterme ni espacio en el que frenar - y yo perdí la quinta posición. Ya he dicho que lo siento por él y por su equipo porque probablemente no vayan a ocupar con frecuencia la cuarta posición. Además era en Mónaco. Así que fue más duro para él que para mi, pero fue un incidente de carrera y no podía ir a ninguna parte. No había mucho espacio y no podía frenar. Fue simplemente un incidente de carrera. Simplemente bloqueé los frenos traseros en el bache y realmente no se puede parar un coche después de eso. No había a dónde ir, ni espacio para intentar evitar el golpe. No ha sido una de las mejores carreras pero así es la competición – a veces va bien, a veces va mal, cometí algunos fallos y el equipo cometió algunos fallos, y hemos pagado por ello. Pero iremos a la próxima carrera y esperaremos hacerlo mejor."

El finlandés comenta que al llegar al bache, los frenos aún estaban fríos, y bloqueó los traseros, perdiendo el control. Se lamenta por el piloto y su equipo, puesto que no es común para ellos estar tan arriba en la carrera; pero insiste en que se trata de un incidente de carrera.
Por otro lado, Martin Whitmarsh confesó que el neumático trasero derecho del coche de Lewis Hamilton tenía un pinchazo, posiblemente provocado por los restos del choque de Nico Rosberg en la vuelta de desaceleración:

"Hemos echado un vistazo, había un poco de daño en el fondo, y encontramos una rueda desinflándose. La comprobamos y estructuralmente estaba bien, pero sufrió un pinchazo en la vuelta de desaceleración. Tuvimos mucha suerte en ese aspecto. Fue un pinchazo en la trasera derecha... probablemente por los restos del accidente de Nico."

Hace referencia a la fortuna que tuvieron al sufrir el pinchazo cuando la carrera ya había acabado, sin poder asegurar el motivo (aunque menciona, como se ha apuntado, los restos del Williams accidentado de Rosberg). Según cuenta, el coche estaba estructuralmente en buenas condiciones.

## Clasificaciones tras la carrera
| Posición | Piloto         | Puntos | Cambios       |
| -------- | -------------- | ------ | ------------- |
| 1        | Lewis Hamilton | 38     | Crecimiento   |
| 2        | Kimi Räikkönen | 35     | Decrecimiento |
| 3        | Felipe Massa   | 34     | Sin cambios   |
| 4        | Robert Kubica  | 32     | Sin cambios   |
| 5        | Nick Heidfeld  | 20     | Sin cambios   |

| Posición | Constructor      | Puntos | Cambios       |
| -------- | ---------------- | ------ | ------------- |
| 1        | Ferrari          | 69     | Sin cambios   |
| 2        | McLaren-Mercedes | 53     | Crecimiento   |
| 3        | BMW Sauber       | 52     | Decrecimiento |
| 4        | Williams-Toyota  | 15     | Sin cambios   |
| 5        | Red Bull-Renault | 15     | Sin cambios   |